# No dormirás
Pour plus de détails, voir Fiche technique et Distribution.
No dormirás est un thriller argentino-hispano-urugayen réalisé par Gustavo Hernández sorti en 2018.

## Synopsis
En 1984, dans un hôpital psychiatrique abandonné depuis plusieurs années, une compagnie théâtrale menée de main de maitre par Alma, expérimente une technique extrême de jeu. En privant ses comédiens de sommeil, Alma prétend les préparer à donner le meilleur d’eux-mêmes. Au fur et à mesure des jours d’insomnie, les acteurs ressentent des choses de plus en plus étranges… Bianca, jeune actrice en compétition pour le rôle principal, tente de percer les secrets de cet étrange endroit et devient bientôt l’objet de forces inconnues.

## Fiche technique
- Titre : No dormirás
- Réalisation : Gustavo Hernández
- Scénario : Juma Fodde
- Photographie : Guillermo Bill Nieto
- Montage : Pablo Zumárraga et Juan Ferro
- Costumes : Marcela Vilariño et María José Lebrero
- Décors :
- Musique : Alfonso González Aguilar
- Producteur : Santiago Segura, Pablo Bossi, Pol Bossi, Agustin Bossi, Juan Ignacio Cucucovich, María Luisa Gutiérrez et Cristina Zumarraga
  - Producteur exécutif : Marta Esteban et Guido Rudo
  - Producteur associé : Fernando Abadie
- Production : Pampa Films, Gloriamundi Producciones, White Films, Blowfinger Intl Pictures, Tandem Pictures et Mother Superior
- Distribution : Eurozoom
- Pays de production :  Espagne,  Argentine et  Uruguay
- Genre : Thriller
- Durée : 96 minutes
- Dates de sortie :
  - Argentine et Uruguay : 11 janvier 2018
  - Espagne : 15 avril 2018
  - France : 16 mai 2018

## Distribution
- Eva Quattrocci : Bianca
- Belén Rueda : Alma
- Natalia de Molina : Cecilia
- Susana Hornos : Dora
- Eugenia Tobal : Sara
- Juan Manuel Guilera : Fonso
- German Palacios
- Joche Rubio
- Mariano Smolarczuk